# Pozemní lanová dráha Żar
Pozemní lanová dráha Żar, polsky Kolej linowo-terenowa Żar, je pozemní lanová dráha vedoucí z vesnice Międzybrodzie Żywieckie na horu Żar v pohoří Malé Beskydy (Beskid Mały) ve gmině Czernichów v okrese Żywiec ve Slezském vojvodství v jižním Polsku.

## Historie a popis
Pozemní lanová dráha Żar byla postavena na místě bývalého lyžařského vleku. Dne 16. srpna 2003 byla zahájena stavba a slavnostní otevření proběhlo 14. února 2004. Vozy vyrobila společnost Mostostal Czechowice/Konstal. Provozovatelem lanovky je společnost Polskie Koleje Linowe.

### Technické údaje
Šikmá délka trasy 1334 m
Úroveň dolní stanice 454,5 m n. m.
Úroveň horní stanice 758,5 m n. m.
Převýšení 304 m
Počet vozů 2
Maximální počet osob ve vozu 115
Přepravní kapacita 1200 osob za hodinu
Doba jízdy 5,5 minut

## Další informace
Provoz je celoroční a zpoplatněn.

## Galerie

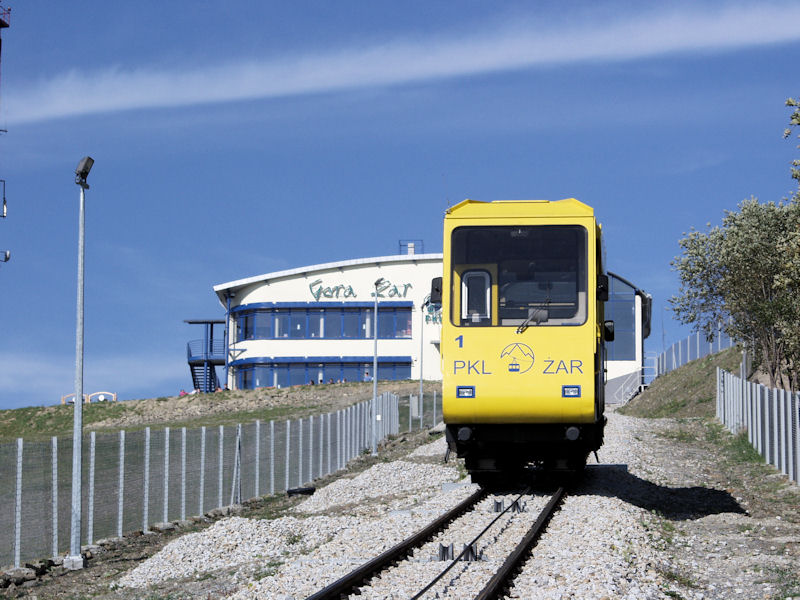
Cesta dolů
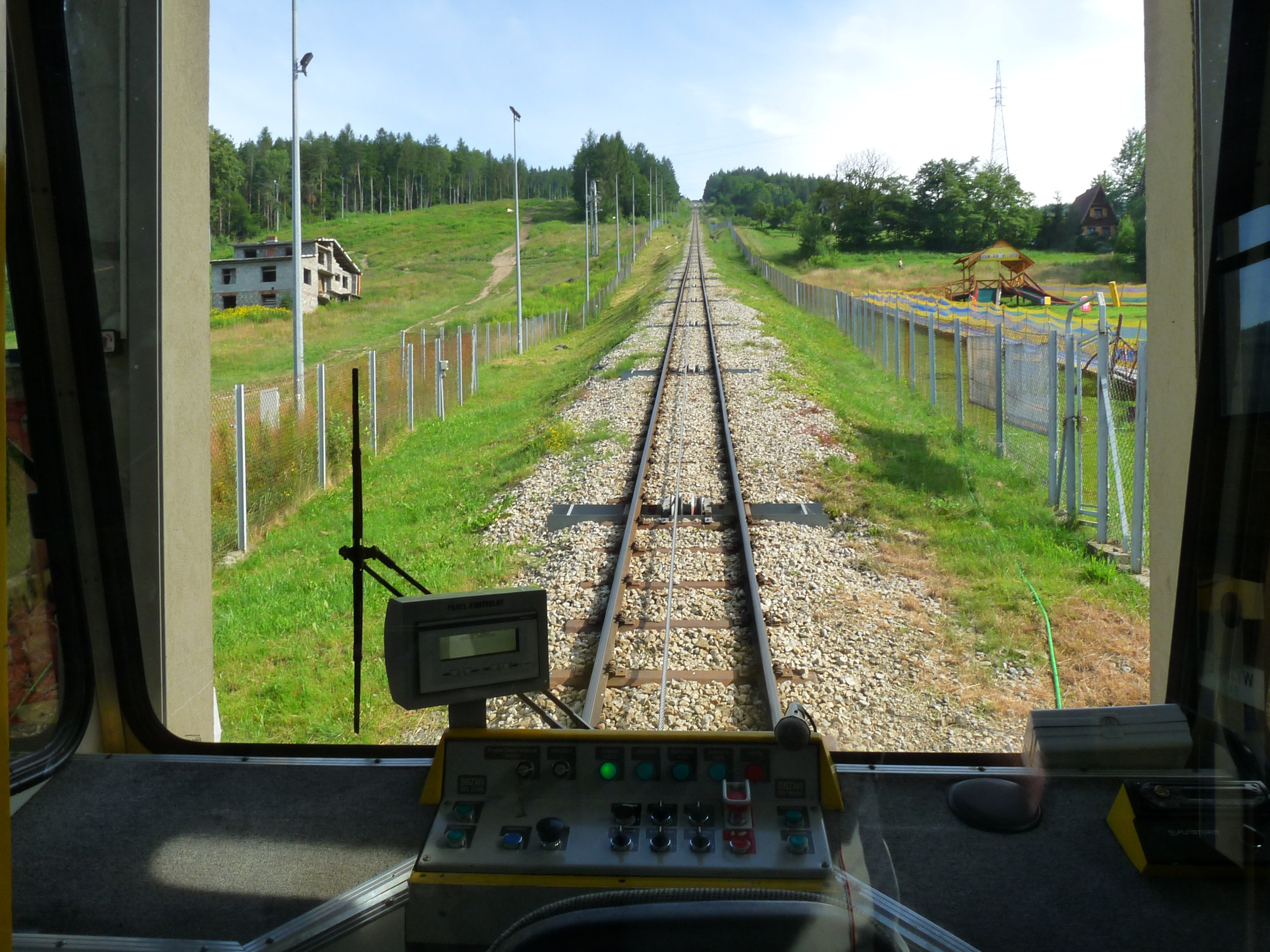
Cesta nahoru
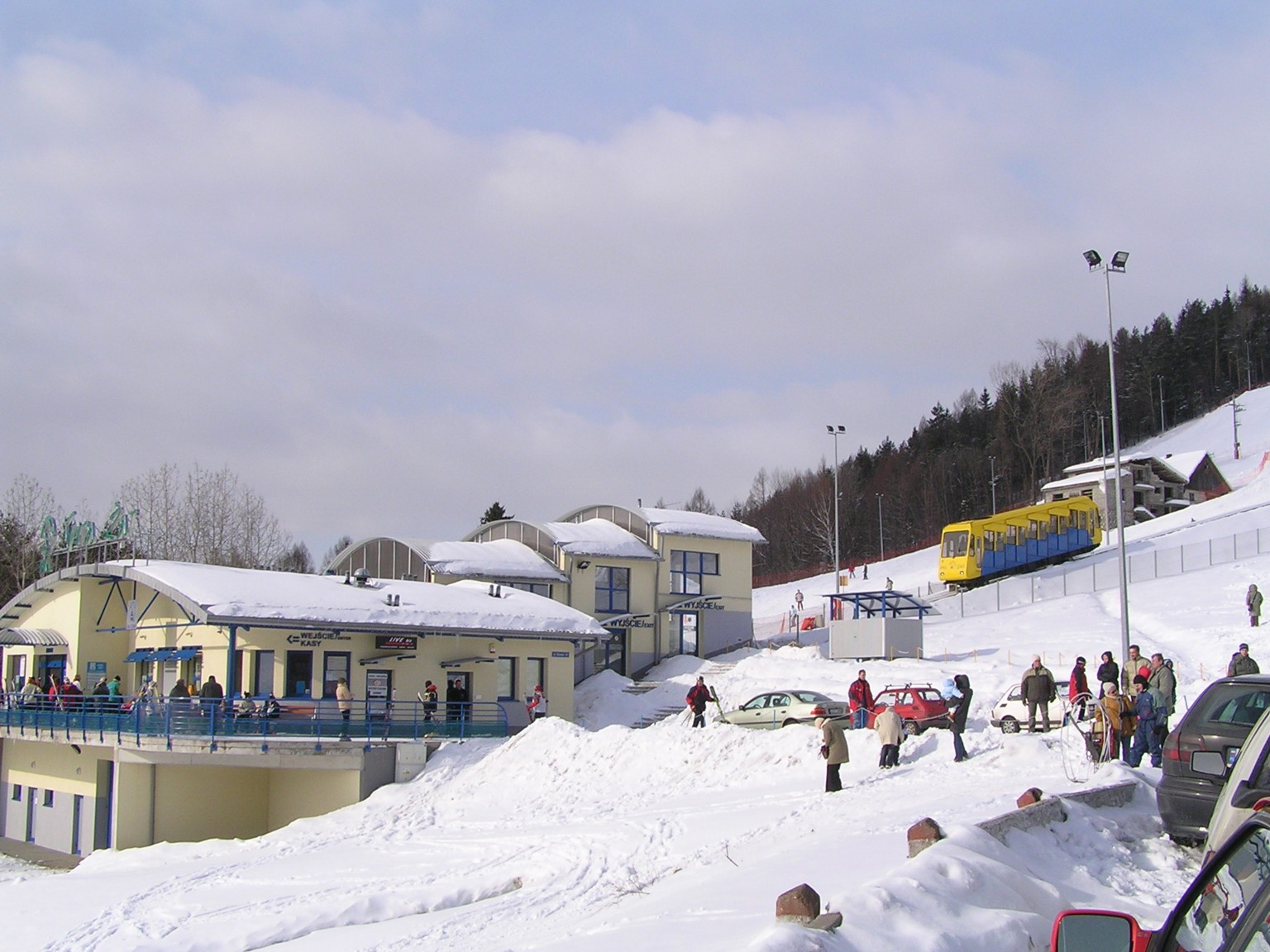
dolní stanice v zimě
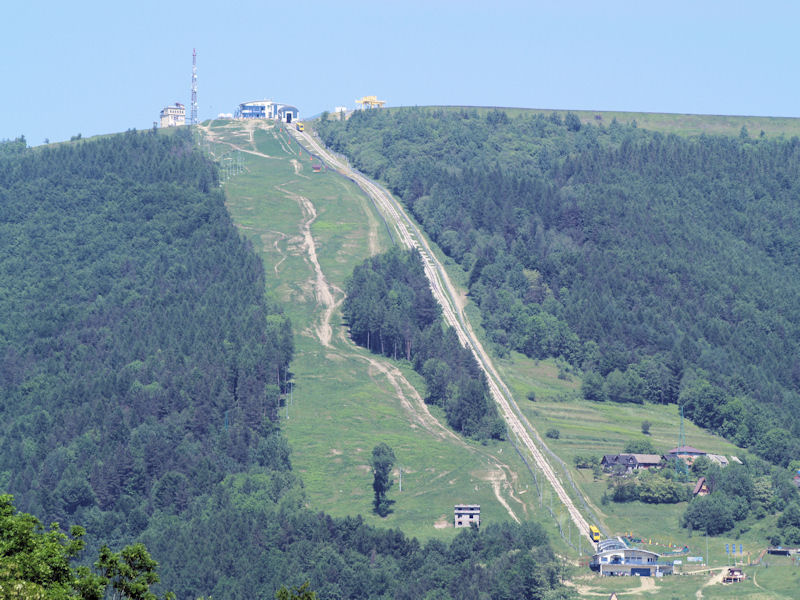
Letecký pohled